# Кашинские минеральные воды

Этикетка с бутылки «Анны Кашинской» 1,5 л

Этикетка с бутылки «Кашинской» 1,5 л

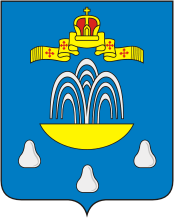
Минеральный источник на гербе Кашина

Этикетка с бутылки «Кашинской Курортной» 1,5 л

Ка́шинские минеральные воды — минеральные питьевые лечебно-столовые воды. Источники находятся в городе Кашин Тверской области. Рядом с источниками вод в черте города расположен санаторий «Кашин», на территории которого построен бювет. Кашинская минеральная вода известна под разными торговыми марками («Кашинская», «Анна Кашинская», «Кашинская Курортная», «Кашинская Водица») как в области, так и за пределами региона. Символическое изображение источника минеральной воды помещено на герб города.

## Санаторий «Кашин»
На базе источников минеральных вод в Кашине в 1884 году был организован санаторий. Сегодня это крупная бальнеологическая здравница федерального значения, рассчитанная на 339 мест. В 1984 году, в связи со столетием со дня основания, санаторий был награждён орденом «Знак почёта». В санатории лечат следующие заболевания:
- Болезни органов пищеварения;
- Болезни костно-мышечной системы и опорно-двигательного аппарата;
- Болезни нервной системы;
- Гинекологические заболевания;
- Болезни мужских половых органов;
- Профзаболевания;
- Имеется отделение реабилитации послеоперационных больных по поводу язвенной болезни желудка, двенадцатиперстной кишки и холецистэктомии.

Всего в санатории восемь источников минеральной воды с минерализацией от 2,8 до 190 г/л. Глубина добычи доходит до 963 метров. Для всех желающих открыт бювет с тремя видами воды (12, 18 и 21 источники).

## Легенда
Существует легенда, что лечебная минеральная вода в городе произошла от слёз святой Анны Кашинской, которые она выплакала, молясь за Кашин и его жителей во времена тяжелых невзгод XIII века, когда Русь страдала от татар .

## История
Издавна паломники, приходившие в Кашин на поклонение святой Анне Кашинской использовали воду из трёх ключей на берегу речки Маслятки для лечения разнообразных болезней.
Основатель Кашинского бальнеологического курорта А. В. Алексеевский писал:
Время появления кашинских минеральных источников неизвестно. Несомненно только, что они существуют давно и уже несколько столетий пользуются известностью, как целебные
Впервые кашинские минеральные воды документально упоминаются в 1808 году, в брошюре уездного врача Д. Чернявского «Описание минеральных источников, находящихся в г. Кашине». Он провёл врачебные наблюдения за больными, употребляющими воду из источников. Он способствовал облагораживанию прилегающей территории и постройке дома для приезжающих на лечение. Кашинские воды приобретают некоторую известность, они вносятся в «Военную фармакопею» Вилье, изучаются профессором Рейсом. Но постепенно интерес к источникам уменьшается, и к 1825 году они приходят в запущенное состояние.
Новая попытка организовать водолечение была предпринята в 1859 году, когда профессор Шипулинский изучил присланные ему городским головой Зызыкиным образцы воды и дал им неплохую оценку. Инспектор Тверской врачебной управы Пупырев сделал ряд клинических наблюдений, но дальнейшего развития эти инициативы вновь не получили.
В 1883 году в Кашин приехал доктор Алексеевский. Местные минеральные источники вызвали у него интерес, и он, при поддержке городского головы Н. И. Манухина, занялся организацией водолечения. Были сделаны новые срубы, поставлены палатки для приёма ванн, устроен сад с беседками и павильоном. Пробы воды были предоставлены профессору Лачанинову, и тот отметил, что они «богаче минеральных вод Железноводска». Были разработаны терапевтические показания для лечения водами.
С 1884 года курортные сезоны становятся ежегодными, а через 2 года было сооружено специальное здание с 12-ю ваннами. 3 ноября 1892 года император Александр III подписывает Именной Высочайший Указ, согласно которому предписывалось охранять кашинские источники «от порчи и истощения». В 1901 году была пробурена первая скважина (№ 4). В 1912 году в санатории стали практиковать лечение торфяными грязями, а через два года была сооружена грязелечебница.
В 1919 году курорт перешёл в подчинение Народному комиссариату здравоохранения. В годы Великой Отечественной войны в санатории располагался военный госпиталь. После войны на территории курорта были произведены геологоразведочные и буровые работы, освоены новые источники минеральной воды. Производились планомерные реконструкция и расширение материальной базы, проводились медицинские исследования.
По современным данным, по своему составу кашинская вода близка к ряду вод знаменитых Боржоми и Ессентуков.
Скважина № 18 имеет глубину 138 метров, начала работать в 1958 году.

## Химический состав
Лечебно-столовая вода «Кашинская водица» добывается и разливается непосредственно на скважине № 1 (ГВК-28202469) г. Кашин, глубина 140 метров. Слабощелочная рН — 7,65, относится к природным минеральным водам малой минерализация 2,3 — 4.0 г/дм³. В соответствии с ГОСТ относятся к группе сульфатные натриево-кальциево-магниевые воды (Магниево-кальциевые) .
|                         | Концентрация, мг/л |
| ----------------------- | ------------------ |
| Анионы:                 |                    |
| HCO3−                   | < 100              |
| SO42−                   | 1500—2500          |
| Cl−                     | 200—350            |
| Катионы:                |                    |
| Ca2+                    | 400-600            |
| Mg2+                    | 100—200            |
| Na+ + K+                | 150—300            |
| Основные ионы мг-экв.%: |                    |
| SO4                     | > 80               |
| Ca                      | 25—60              |
| Mg                      | 20—50              |
| Na+K                    | < 25               |

Общая минерализация 2,3—4,0 г/дм ³.
Кашинские лечебно-столовые воды добываются из Кашинского платформенного артезианского бассейна и относятся к холодным (7 градусов С), слабощелочным рН 7,2—8,5 , природным минеральным водам малой минерализация 2,5—3,7 г/л. В соответствии с ГОСТ относятся к группе XIII сульфатные натриево-кальциево-магниевые воды.
Химический состав в мг на 1л :
|               | Концентрация, мг/л |
| ------------- | ------------------ |
| Анионы:       |                    |
| сульфат       | 2200               |
| хлор          | 200—350            |
| гидрокарбонат | 50                 |
| Катионы:      |                    |
| кальций       | 250—550            |
| магний        | 100—150            |
| натрий+калий  | 250—350            |

Общая минерализация 2,5—3,7 г/л.

## Применение
В соответствии с ГОСТ, кашинские воды применяются при:
- хронических гастритах:
  - с нормальной секреторной функцией желудка;
  - с пониженной секреторной функцией желудка;
- неосложненной язвенной болезни желудка и двенадцатиперстной кишки. Болезни оперированного желудка по поводу язвенной болезни желудка и двенадцатиперстной кишки;
- хронических колитах и энтероколитах;
- хронических заболеваниях печени и желчевыводящих путей: гепатиты, холециститы, ангиохолиты различной этнологии без склонности к частым обострениям, холецистит калькулезный, за исключением форм, осложненных инфекциями и частыми обострениями, а также требующих оперативного вмешательства. Постхолецистэктомический синдром;
- хронических панкреатитах;
- хронических заболеваниях мочевыводящих путей.

## Производители
В городе действует несколько производств по розливу минеральных вод:
- ООО «Мякижа», торговые марки питьевой воды "Кашинка"и «Кашинская кристальная», а так же лечебно- столовая «Кашинская». Вода добывается из источника N12 санатория «Кашин».
- АО Кашинский завод по розливу минеральных воды «Вереск», торговая марка «Анна Кашинская», « Кашинская». Вода данной марки добывается на территории участка «Вересковский» из источника № 4 и 3-бис месторождения минеральных вод.
- ОАО «ЭРА», торговая марка «Кашинская». Добывается из источника № 12 санатория «Кашин».
- ЗАО Кашинский маслодельно-сыродельный завод, торговая марка «Кашинская водица». Лечебно-столовая вода данной марки добывается и разливается непосредственно на скважине № 1 (ГВК-28202469) г. Кашин, глубина 140 метров.

## В культуре
- В песне Михаила Круга «Алкоголь» с неизданного магнитоальбома «Тверские улицы» есть такие строки:

Ходят слухи, везде говорят,

Что придуман обычай такой,

Что гостей только чаем поят

И районной больничной водой (кашинской!)